# Бурлаки (Армізонський район)
Бурлаки́ (рос. Бурлаки) — присілок у складі Армізонського району Тюменської області, Росія.
Населення — 121 особа (2010, 141 у 2002).
Національний склад станом на 2002 рік:
- росіяни — 94 %